# 横浜旭中央総合病院
医療法人社団明芳会横浜旭中央総合病院（いりょうほうじんしゃだんめいほうかいよこはまあさひちゅうおうそうごうびょういん）は神奈川県横浜市旭区の横浜若葉台団地内にある病院。板橋中央医科グループ傘下の施設であり、病院理念は「高度な医療で愛し愛される病院」。昭和大学医学部の関連病院であり、医師の卒後臨床研修指定病院でもある。
元々は急性期病棟と療養病床と回復期リハビリテーション病棟を持ち「一病院完結型」の病院を目指していたが、2024年8月には近隣に「イムス横浜旭リハビリテーション病院」が開設されたことにより、療養病床と回復期リハビリテーション病棟は同院に機能移転した（後述）

## 沿革
- 1981年7月 横浜旭中央病院　開設　病床数281床
- 1983年4月 総合病院認可
- 1984年7月 聖マリアンナ医科大学病院関連教育病院認定
- 1987年5月 西棟増築（地下1F・地上6F）
- 1988年5月 人工透析開始
- 1992年1月 在宅医療開始
- 2001年8月 循環器科新設
- 2003年4月 臨床研修指定病院　認定
- 2003年4月 昭和大学病院関連教育病院認定
- 2004年4月 増築完成
- 2004年12月 改築工事終了
- 2024年8月 イムス横浜旭リハビリテーション病院の開設に伴い、届出病床数を515床から389床に変更。

## 診療科目

### 内科
- 一般内科
- 消化器内科
- 脳神経内科
- 循環器内科
- 腎臓内科
- 呼吸器内科
- リウマチ・膠原病内科
- 糖尿病内科

### 外科
- 消化器外科
- 大腸肛門科
- 呼吸器外科
- 乳腺外科
- 整形外科
- 形成外科
- 脳神経外科
- 血管外科
- 皮膚科
- 泌尿器科
- 耳鼻咽喉科
- 婦人科
- 放射線科
- 眼科
- 小児科
- 麻酔科(令和3年時外来診療は行っていない)
- リハビリテーション科

## 移転計画
開院から40年以上が経過し、施設の老朽化に加えて、団地の高齢化が進んでいることから、医療・福祉施設としての拡充もできるよう、団地内の神奈川県住宅供給公社保有地内（若葉台三丁目5番の「3-5街区」）に病院の機能移転を計画している。2024年8月1日には120床の回復期リハビリテーション病院「イムス横浜旭リハビリテーション病院」を同地に整備・開設し、現病院の回復期病床を移転した。その後2030年頃を目途に前述の回復期リハビリテーション病院隣接地に397床の急性期病院を整備し、現病院の急性期病床を移転する。急性期病床の移転完了後、現病院を改修して回復期病床を再移転する予定。

## 交通
- 電車
  - JR横浜線十日市場駅よりバス15分
  - JR横浜線・横浜市営地下鉄グリーンライン中山駅よりバス25分
  - 東急田園都市線青葉台駅よりバス20分
  - JR横浜線・東急田園都市線・こどもの国線長津田駅よりバス15分
  - 相鉄線三ツ境駅よりバス20分
- バス「若葉台中央」行き　終点下車 徒歩1分